# Dilophus macrosiphonius
Dilophus macrosiphonius är en tvåvingeart som beskrevs av Yang och Guang Yu Luo 1989. Dilophus macrosiphonius ingår i släktet Dilophus och familjen hårmyggor. Inga underarter finns listade i Catalogue of Life.